# Dema (Sierra Leona)
Dema es un municipio (chiefdom) del distrito de Bonthe en la provincia del Sur, Sierra Leona, con una población con una población censada en diciembre de 2015 de 7411 habitantes.
Se encuentra ubicado al sur del país, junto a la costa del océano Atlántico y la isla Sherbro.